# Grillon des steppes
Gryllus assimilis
Espèce
Le grillon des steppes (Gryllus assimilis) est une espèce d'insectes orthoptères appartenant à la famille des Gryllidae.